# Нунатак
Нунатак је ескимски назив за стеновите масе, на ободним деловима инландајса, које штрче изнад леда у виду гребена и остењака а представљају највише делове подледничког рељефа. Они подсећају на стеновита острва у мору леда.  
Инландајс представља морфолошки тип ледника регионалне глацијације. Ледничке масе инландајса крећу се из његовог средишњег дела према ободу. Овакав правац кретања ледене масе условљен је притиском и потиском леда у средишњим деловима инлданјса а не утицајем рељефа. Утицај рељефа на кретање ледене масе запажа се тек у ободним деловима инландајса (због најтањих ледених маса) где се истичу нунатци. Само око нунатака, на овом типу ледника, присутан је моренски материјал који је формиран у процесу мразног разоравања стена. Између стеновитих гребена крећу се леднички језици који се одвајају од обода инландајса. 